# Oregon Route 242

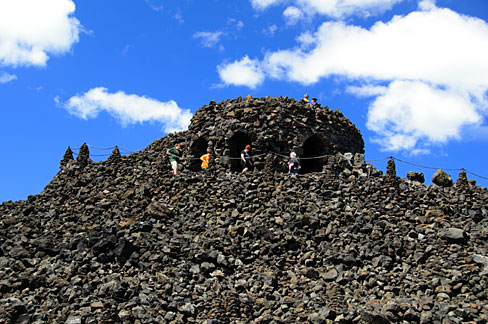
A Dee Wright Obszervatórium

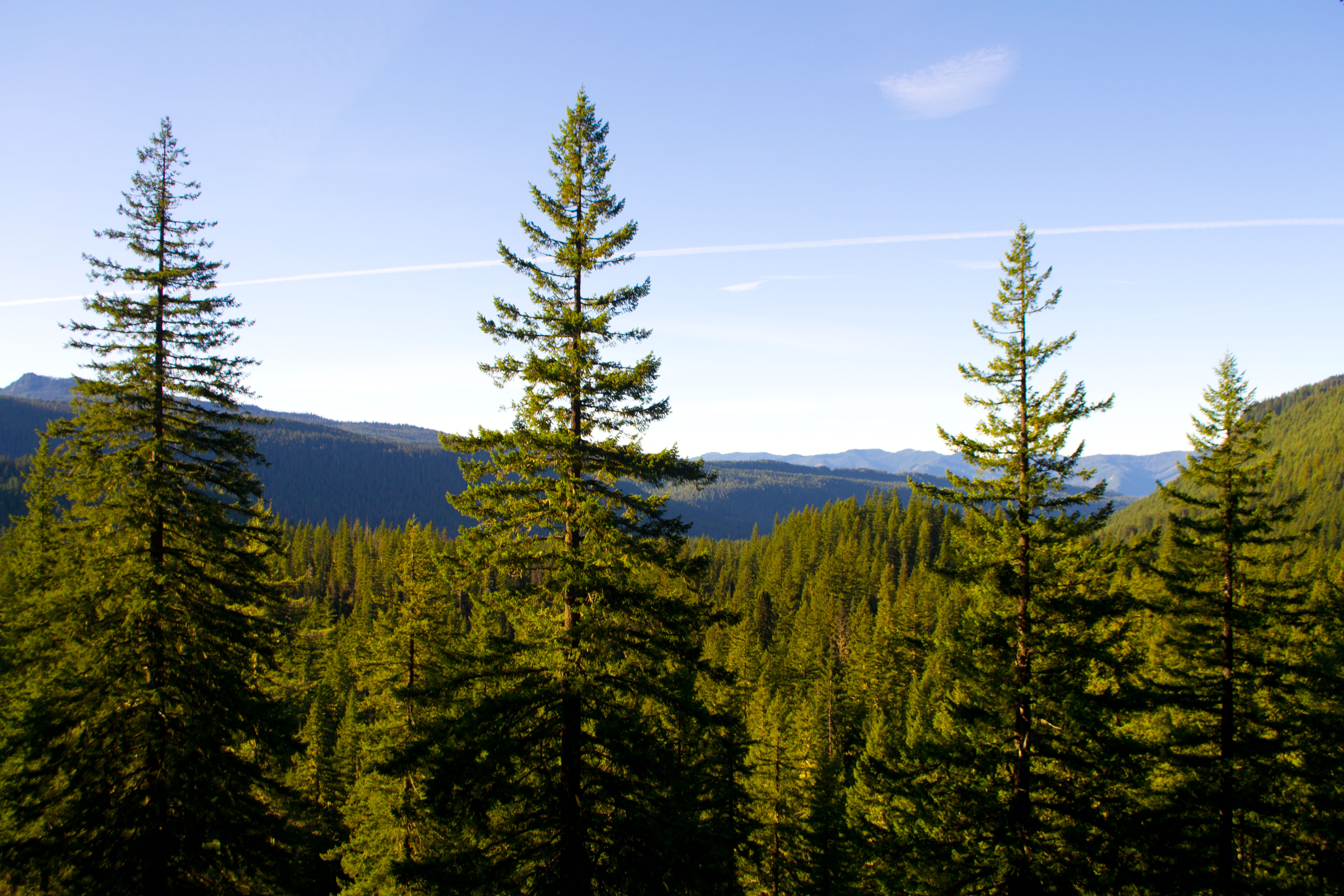
Látkép az út mentén

Az Oregon Route 242 (OR-242) egy oregoni állami országút, amely kelet–nyugati irányban a 126-os út Belknap Springstől délnyugatra fekvő elágazásától ugyanezen országút és a U.S. Route 20 sistersi csomópontjáig halad.
A szakasz a 2011 januárjától a Történelmi Helyek Nemzeti Jegyzékében szereplő McKenzie Highway No. 15 része.

## Leírás
A pálya a 126-os út Belknap Springstől délnyugatra eső elágazásánál kezdődik keleti irányban. A Willamette Nemzeti Erdőben kanyargó szakasz először elhalad a Dee Wright Obszervatórium mellett, majd Sisterstől 11 km-re az utat télre lezáró kapuhoz érkezik. Sistersbe érve a nyomvonal északra fordul, majd a 20-as szövetségi útba torkollik.
A túraútvonalként kijelölt útszakasz nem rendelkezik teljes értékű alapozással, ezért november 1-től július 1-ig a legkeletibb 11 kilométer kivételével lezárják, de korai havazás esetén már szeptembertől járhatatlan.
A szakaszt 2011 februárjában felvették a Történelmi Helyek Nemzeti Jegyzékébe, ugyanezen év szeptemberében pedig a McKenzie-hegyszoros felkerült a kerékpáros túraútvonalak listájára.

### Nyomvonal-korrekciók
- A pálya 1952-ig az akkor a szövetségiországút-hálózatból kivont, a Cascade-hegység felé futó U.S. Route 28 számozását viselte, később pedig a U.S. Route 126 (a mai Oregon Route 126) része volt. Az 1917-ben kiépült út 1962-ig az egyetlen Eugene-től keletre, a hegységhez haladó szakasz volt. Az évben a Belknap Springstől a 20-as szövetségi út Santiam Junction-i csomópontjáig haladó utat kiszélesítették, egyben szilárd burkolatot is kapott; ez a U.S. Route 126, a régi nyomvonal pedig az Oregon Route 242 jelzést kapta.
- 1932-től már létezett egy 242-es számmal illetett szakasz, amely a Willamette-völgyben a U.S. Route 99E (a mai Oregon Route 99E) woodburni elágazásától az Oregon Route 129 St. Paultól északkeletre eső csomópontjáig futott. 1951 környékén az útvonal a meghosszabbított 214-es út részévé vált, később pedig az Oregon Route 219-et vezették át erre a szakaszra, ezzel a 214-est az Interstate 5 csomópontjáig visszavágva.[3]
- Az 1862-ben épült útpálya egykor az Oregoni-ösvény része volt, az autók közlekedésére is alkalmas burkolatot pedig 1924-ben kapott. Az 1926. november 11-én napvilágot látott szövetségi útszámozási tervezet szerint a Florence-től Ontarióig futó nyomvonal a US 28 jelölést kapta.[4][5][6] Az Országúti Hivatalnokok Egyesülete 1951-ben hozzájárult a pálya Eugene és Prineville közötti szakaszra történő eltereléséhez, és egyben a szám 126-osra változtatásához.[7] 1962-re megépült a Tiszta-tavi elkerülő, így a McKenzie-hegyszorosban futó nyomvonalat ide irányították át, ezután a szorosban futó korábbi szakasz lett az OR 242.[8]

## Fordítás
- Ez a szakasz részben vagy egészben  az   Oregon Route 242 című angol Wikipédia-szócikk ezen változatának fordításán alapul.  Az eredeti cikk szerkesztőit annak laptörténete sorolja fel. Ez a jelzés csupán a megfogalmazás eredetét és a szerzői jogokat jelzi, nem szolgál a cikkben szereplő információk forrásmegjelöléseként.